# سیارک ۱۰۸۲۰۵
سیارک ۱۰۸۲۰۵ (به انگلیسی: 108205 Baccipaolo، نامگذاری:2001HF23)۱۰۸۲۰۵مین سیارک کشف شده‌است که در ۲۶ آوریل ۲۰۰۱ کشف شد.